# Opposizione di Marte
あIl pianeta Marte si dice in opposizione (al Sole) quando Marte e Sole sono allineati con la Terra, ma si trovano da parti opposte. In questa configurazione Marte è assieme a Venere l'astro più luminoso del cielo e ha attirato l'attenzione degli uomini sin dall'antichità più remota.
Quando, invece, Marte e Sole sono allineati con la Terra ma si trovano dallo stesso lato rispetto ad essa, si dice che Marte è in congiunzione col Sole.

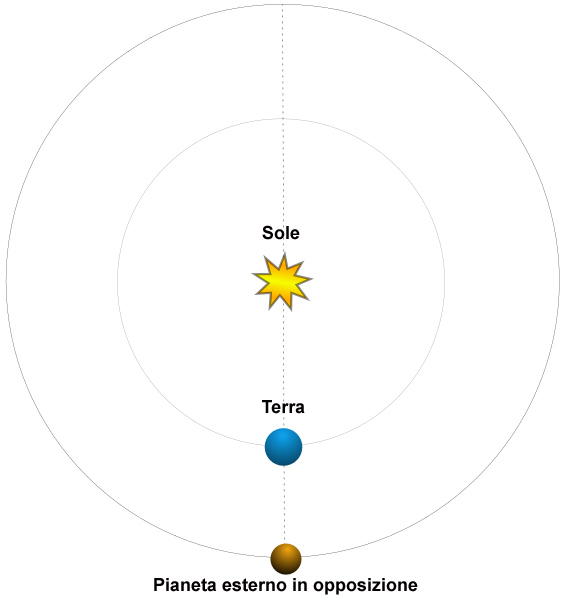
L'opposizione di Marte o di un altro pianeta esterno rispetto al Sole

## Osservabilità di Marte
Quando Marte è in opposizione esso si trova nelle migliori condizioni per essere osservato:
- è alla minima distanza dalla Terra [1]; Dato che la sua orbita è significativamente ellittica, tale distanza minima non è costante; può comunque essere inferiore a 60 milioni di chilometri;
- ha un diametro apparente ed una luminosità molto maggiori che in altri periodi di visibilità;
- è visibile per tutta la notte. Sorge la sera, tramonta all'alba e nel centro della notte si trova nella parte più visibile dell'eclittica;
- Il suo moto visto dalla Terra è amplificato da effetti di parallasse, che rendono più facile discernere posizioni assunte a pochi giorni di distanza.

## Periodo sinodico
Il periodo di rivoluzione di Marte (circa 687 giorni) è quasi il doppio di quello terrestre, perciò la sua velocità angolare è circa la metà, anche se non è costante a causa dell'ellitticità dell'orbita marziana (per la seconda legge di Keplero solo la velocità areale è costante). Il semiasse Sole-Terra, cioè, ruota più velocemente del semiasse Sole-Marte. Quando Marte ha compiuto un giro, la Terra sta per completare il secondo (le mancano solo 43,5 giorni) e solo poco dopo il completamento del giro può raggiungere e sorpassare nuovamente Marte; allora si verifica l'opposizione successiva.
L'intervallo fra due opposizioni consecutive (periodo sinodico) non è costante, proprio perché la velocità angolare di Marte non è costante. Quando Marte è vicino al perielio la sua velocità angolare è maggiore e la Terra impiega più tempo a raggiungere e sorpassare Marte. La situazione è opposta quando l'opposizione di Marte si verifica all'afelio. Per questi motivi il periodo sinodico può variare fra 764 e 810 giorni, in media è di 780.

## Moto retrogrado

Quando la Terra (blu) sorpassa Marte (rosso), il "pianeta rosso" sembra invertire temporaneamente la direzione del suo moto.

Quando la Terra è molto vicina a Marte (cioè nei mesi prima e dopo una opposizione), il rapido cambiamento del punto d'osservazione determina un moto apparente del pianeta rispetto alle costellazioni dello zodiaco, che in quel momento costituiscono lo sfondo celeste dietro di esso. Il moto retrogrado apparente di Marte dura circa 72 giorni ed è particolarmente ampio e visibile.
Gli astronomi antichi ritenevano che i pianeti si muovessero lungo orbite circolari e rimasero sconcertati dalla scoperta dei loro moti retrogradi. Per cercare di descrivere il fenomeno Apollonio di Perga aggiunse un epiciclo al moto uniforme del pianeta. La questione, comunque, restò problematica perché moto retrogrado ed epicicli non erano facilmente accomodabili all'interno della concezione del cosmo introdotta da Aristotele e quasi universalmente accettata..

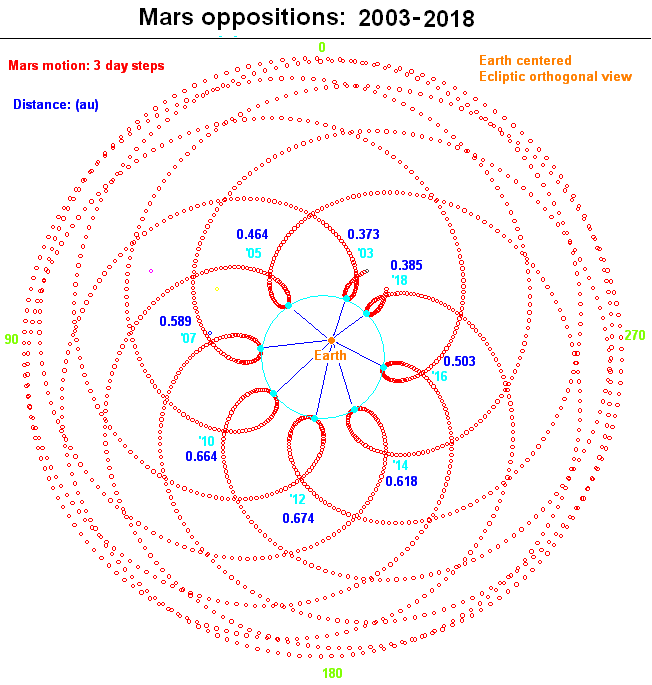
La traiettoria del moto di Marte relativamente alla Terra considerata immobile (sistema geocentrico) nel periodo 2003-2018 evidenzia le otto opposizioni del periodo come cappi. La vista è "dall'alto", cioè perpendicolare al piano dell'eclittica. I cerchietti rossi sono le posizioni di Marte disegnate ogni tre giorni. Le distanze minime dalla Terra (blu) sono in unità astronomiche, pari a circa 150 milioni di chilometri.

## Il ciclo quindecennale
Il punto della fascia zodiacale in cui Marte si trova al momento dell'opposizione, si sposta ogni volta in avanti lungo l'orbita per una quarantina di gradi in media. Dopo otto periodi sinodici, circa quindici anni, il percorso è quasi completo e la nona opposizione dà inizio a un nuovo ciclo.
Il 28 agosto 2003 vi è stata una grande opposizione (Marte era a pochissimi giorni dal perielio) e il giorno precedente Marte aveva raggiunto la minima distanza degli ultimi 60000 anni circa. Dopo sei opposizioni intermedie la successiva grande opposizione si è verificata il 27 luglio 2018 e pochi giorni dopo, il 31 luglio, ha raggiunto il perigeo di 57,59 milioni di chilometri.

## Effetti dovuti all'ellitticità dell'orbita
Se l'orbita di Marte non fosse fortemente ellittica (distanza dal Sole in perielio = 207 milioni di chilometri, in afelio = 249 milioni), le 8 opposizioni di Marte che si verificano durante ogni ciclo sarebbero quasi identiche fra loro (anche l'orbita terrestre è leggermente ellittica). In realtà la distanza minima fra Terra e Marte durante un'opposizione varia fra i 55 milioni di chilometri (dette "grandi opposizioni" o "opposizioni in perielio") e i 101 milioni ("opposizioni in afelio"). Ovviamente anche la magnitudine visuale mostra grandi variazioni (da -3 a -1,3) e analogamente la forma dei cappi tracciati nella volta celeste dal moto retrogrado apparente si altera e si riduce la loro dimensione.